# Jack L. Stahl
Jack L. Stahl (* 28. Juni 1934 in Lincoln, Illinois; † 29. Dezember 2016 in Albuquerque, New Mexico) war ein US-amerikanischer Politiker. Zwischen 1987 und 1990 fungierte er im Bundesstaat New Mexico als Vizegouverneur.

## Leben
Jack Stahls Eltern Edna und Edwin Stahl waren Geschäftsleute in Elkhart (Illinois). 
Als Teenager litt er unter chronischem Asthma. 
Er begleitete einmal seine Eltern auf einer Geschäftsreise nach Arizona. Sie machten in Albuquerque (New Mexico) halt. Sein Gesundheitszustand verbesserte sich infolge der Umweltveränderung. Daher verblieb er dort eine Zeit lang bei einer freundlichen Familie. Seine Eltern zogen später zu ihm. Er graduierte an der High School in Albuquerque. 1956 machte er einen Abschluss an der University of New Mexico und erhielt einen Bachelor of Science. Danach unterrichtete er drei Jahre lang an öffentlichen Schulen in Albuquerque. 1959 stieg er in das Immobiliengeschäft ein, wo er überaus erfolgreich wurde. Mit seiner Ehefrau Carol hatte er drei gemeinsame Töchter.
Politisch gehört er der Republikanischen Partei an. Er saß zwei Jahre lang im Repräsentantenhaus von New Mexico und sechs Jahre lang im Senat von New Mexico. 1986 trat er von seinem Sitz im Senat von New Mexico zurück, um für das Amt des Vizegouverneurs von New Mexico zu kandidieren. Nach seiner erfolgreichen Wahl bekleidete er den Posten von 1987 bis 1990.
Ferner saß er im Judicial Selection Committee for the New Mexico Bar Association, hatte den Vorsitz im Better Business Bureau of New Mexico sowie in der Heights General Hospital Foundation und war Mitglied im Executive Committee des großen Southwest Council of Boy Scouts of America. Zu seinem wirtschaftlichen und politischen Erfolg sagte er folgendes:

„My parents were very conservative people who lived a very modest lifestyle in Elkhart. They helped impart the work ethic in me. It's been a part of my life ever since I can remember. I've always had a desire to progress through working.“